# Cellosonate Nr. 3 (Beethoven)

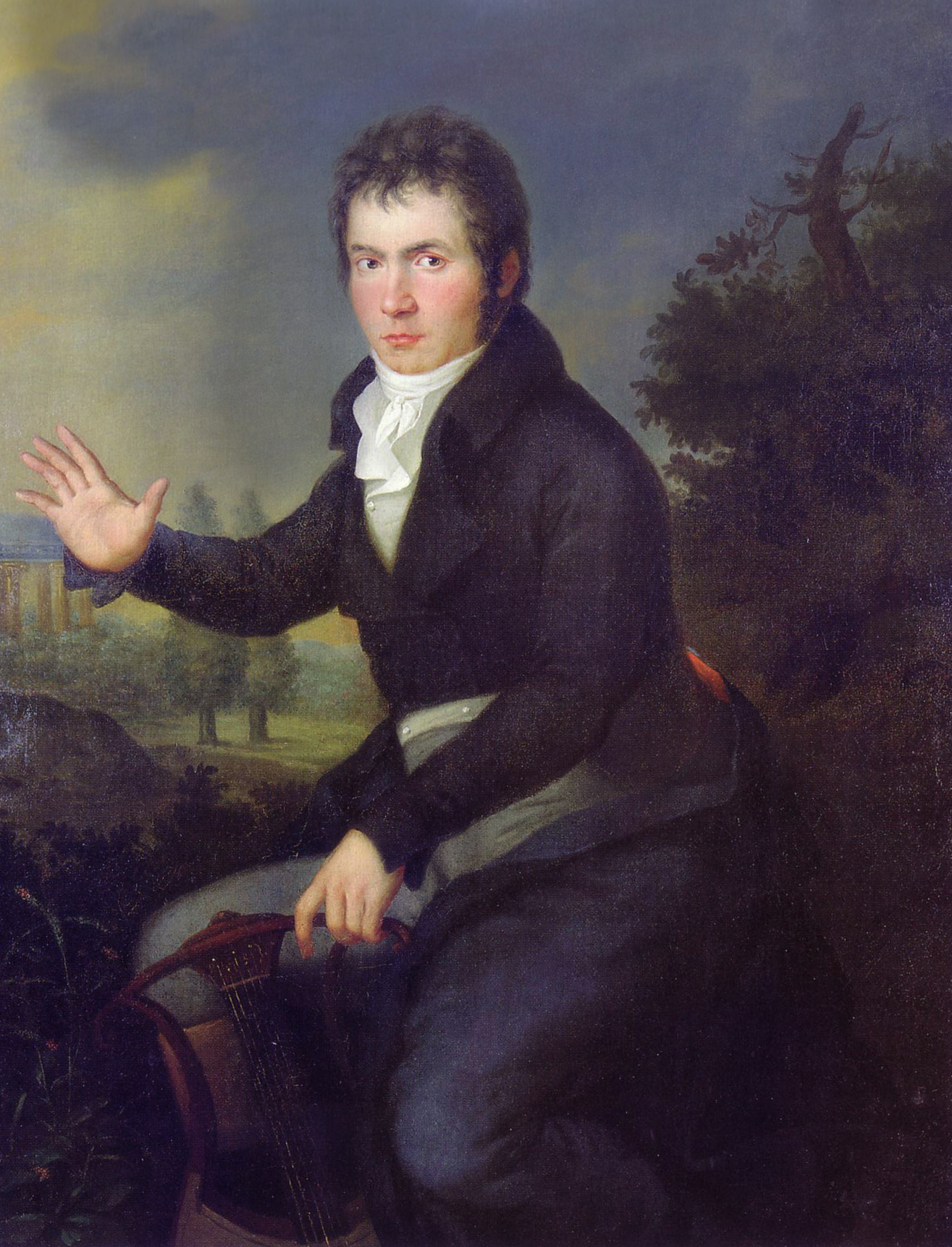
Beethoven-Porträt von Joseph Mähler aus dem Jahr 1804.

Die Cellosonate Nr. 3 A-Dur op. 69 ist eine Sonate für Cello und Klavier von Ludwig van Beethoven.

## Entstehung
Beethoven vollendete die Komposition an seiner Cellosonate Nr. 3 im Jahr 1808 zeitgleich mit dem Abschluss der Arbeiten an seiner 5. Sinfonie in c-Moll, op. 67.

## Zur Musik
Die Komposition der Sonate fällt in Beethovens mittlere Schaffensperiode.

### 1. Satz: Allegro, ma non tanto
Im Unterschied zum fragmentartigen Thema der zeitgleich entstandenen 5. Sinfonie weist das Thema des ersten Satzes, der vom Cello solo eröffnet wird, einen kantablen Charakter auf; ferner fehlt hier die Dialektik der c-Moll-Sinfonie. Der melancholische Charakter der Durchführung ließ den Musikwissenschaftler Peter Schleuning eine Bezugnahme Beethovens auf die Arie „Es ist vollbracht“ aus Johann Sebastian Bachs Johannes-Passion vermuten. Martin Geck hingegen hält Bachs Chromatische Fantasie und Fuge als Vorbild für wahrscheinlich.

### 2. Satz: Scherzo: Allegro molto
Die Positionierung des fünfteiligen Scherzos findet eine entsprechende Parallele in Beethovens Streichquartett Nr. 7 F-Dur op. 59,1, dem ersten „Rasumowsky-Quartett“; an der Stelle der geheimnisvollen Überleitung zwischen den beiden Sätzen der  Klaviersonate Nr. 21 C-Dur op. 53 („Waldstein“-Sonate) steht in der Cellosonate eine zur Dominante hinführende verzierte Melodie, während sein Konzeptionsplan beinahe dem der „Waldstein“-Sonate gleicht. Die Form des Scherzos hingegen verweist auf das zweite „Rasumowsky-Quartett“ sowie die vierte Sinfonie in dem Sinne, dass zwischen den drei Auftritten des Scherzos das Trio zweimal erklingt. Das Trio weist Ähnlichkeiten zu dem von Beethovens 7. Sinfonie in A-Dur op. 92 auf.
Die synkopische Melodie steht im Kontrast zur Begleitung in geraden Takten. In diesem Zusammenhang bestand Beethoven-Schüler Carl Czerny auf Einhaltung von Beethovens Anweisung, die Finger bei den gebundenen Noten zu wechseln. Eine entsprechende Vorgabe für den Klavierpart findet sich auch in Beethovens „Hammerklaviersonate“ und im zweiten Satz der Klaviersonate Nr. 31. In diesem Zusammenhang sah sich Beethoven durch einen Irrtum des Notenstechers, als dieser das erste Paar gebundener Noten als »piano« und den Rest des Scherzothemas als »fortissimo« bezeichnete, dazu inspiriert, die Angabe »fortissimo« auf das gesamte Scherzothema anzuwenden.
Beethovens Autograph dieses Satzes zeigt einen Wandel im Verhältnis von Klavier und Cello während des Kompositionsprozesses, der in einem ausgewogenen Gleichgewicht zwischen beiden Instrumenten mündete.

### 3. Satz: Adagio cantabile – Allegro vivace
Das ausgedehnte Ausmaß des Adagios hat zu Spekulationen geführt, die Sonate op. 69 sei viersätzig angelegt. Der Wechsel des Violoncellos von cis nach d sowie der Übergang zwischen Adagio und Allegro sprechen gegen diese Vermutungen. Der Satz endet in einer brillanten Coda.

## Wirkung
Von Beethovens Autograph ist nur der 1. Satz erhalten (Beethoven-Haus Bonn). Die Originalausgabe erschien 1809 bei Breitkopf & Härtel in Leipzig und ist Beethovens Freund, dem Hobby-Cellisten Ignaz von Gleichenstein gewidmet. Wie durch Julius Schneller, einen Freund der Familie überliefert ist, trug das für Gleichenstein bestimmte Exemplar der Erstausgabe von Beethovens Hand die Aufschrift: „Inter Lacrimas et Luctum“ (Unter Tränen und Trauer). Der Spruch bezieht sich vermutlich auf die Auswirkungen der französischen Besetzung von Wien auf Ignaz von Gleichenstein als Mitglied des Kriegsrates. Die falsche Opuszahl sowie diverse Stichfehler erregten den Unmut des Komponisten. In drei Briefen an Breitkopf & Härtel nahm er Korrekturen der Stichfehler vor.
Wegen des ausgewogenen Verhältnisses zwischen den beiden Instrumenten sowie der kompositorischen Güte des Werkes wurde Beethovens Cellosonate op. 69 zum Vorbild für Komponisten wie Felix Mendelssohn Bartholdy und Johannes Brahms.

### Belege
- Begleitheft zur Doppel-CD Beethoven – Sämtliche Cellosonaten 1–5. Philips (Universal), 2004.
- Harenberg Kulturführer Kammermusik. 3., völlig neu bearbeitete Auflage. Meyers Lexikonverlag, Mannheim 2008, ISBN 978-3-411-07093-0.
- Jürgen Heidrich: Violoncellosonaten. In: Sven Hiemke (Hrsg.): Beethoven-Handbuch. Bärenreiter-Verlag Karl Vötterle GmbH & Co. KG u. a., Kassel u. a. 2009, ISBN 978-3-7618-2020-9, S. 476–482.
- Lewis Lockwood: Beethoven. Seine Musik – Sein Leben. Metzler u. a.,  Weimar u. a. 2009, ISBN 978-3-476-02231-8, S. 238.

### Weiterführende Literatur
- Sieghard Brandenburg (Red.): Ludwig van Beethoven, Sonate für Violoncello und Klavier op. 69. Das Autograph des ersten Satzes. (= Patrimonia. Bd. 28, ISSN 0941-7036). Kulturstiftung der Länder u. a., Berlin u. a. 1992 (Faksimile-Ausgabe).
- Peter Schleuning: Cellosonate A-Dur op. 69. In: Albrecht Riethmüller, Carl Dahlhaus, Alexander L. Ringer (Hrsg.): Beethoven: Interpretationen seiner Werke. Band 1. Laaber-Verlag, Laaber 1994, ISBN 3-89007-305-0, S. 515–522.